# Transilvanian Hunger
Transilvanian Hunger é o quarto álbum de estúdio da banda de black metal Darkthrone. Foi lançado em 17 de fevereiro de 1994, pela Peaceville Records. O álbum é considerado um clássico do black metal norueguês, sendo citado como um dos mais influentes do gênero.

## Produção
O álbum foi o primeiro a ser lançado após a saída do guitarrista Zephyrous, em 1993, solidificando o duo que é mantido na banda até hoje: Nocturno Culto e Fenriz. Gravado e produzido em um período de 2 semanas em Necrohell Studios (basicamente composto por um gravador multicanal instalado no apartamento de Fenriz), o álbum utilizou apenas um microfone para a bateria durante toda a sua gravação. Fenriz gravou a guitarra, o baixo e as baterias no álbum, enquanto Nocturno Culto foi responsável pelos vocais. A arte de capa é uma foto minimalista de Fenriz segurando um candelabro.
Quatro das oito músicas do álbum foram escritas por Varg Vikernes, criador do projeto de black metal Burzum.
Em uma versão comemorativa de 20 anos de lançamento do álbum original, o álbum foi relançado e remasterizado, com faixas extras contendo comentários dos membros da banda a respeito das músicas.

## Controvérsias
A contra-capa do álbum contém a frase "Darkthrone is for all the evil in man" (Darkthrone é para todo o mal no homem, em tradução livre). Versões originais do vinil também estampavam "Norsk Arisk Black Metal" (Black Metal Ariano Norueguês, em tradução livre), o que resultou em muitos distribuidores se recusarem a lançar o disco.
Em uma declaração inflamatória, a banda declarou na época que "Transilvanian Hunger está acima de qualquer criticismo. Qualquer um que tentar criticar esse LP, deve ser totalmente ridicularizado pela sua atitude judaica". A fala causou muita controvérsia, de modo que a Peaceville Records também fez uma declaração, alegando que compartilhava do sentimento de repulsa quanto as afirmações feitas, porém não iria censurar seus artistas. Fenriz, pouco tempo após os eventos, declarou que ocorreu um "mal entendido cultural", e que a palavra "judaica" é usada, em norueguês, para representar algo "idiota". A gravadora considerou a justificativa "pouco convincente", e logo depois do lançamento do álbum, se desvincularam da banda. No álbum seguinte, Panzerfaust, a banda incluiu a seguinte frase: "Darkthrone definitivamente não é uma banda nazista ou política, e se algum de vocês ainda acha isso, podem lamber a bunda de Maria Madalena por toda eternidade". Tanto Nocturno Culto como Fenriz alegam arrependimento por todo o ocorrido.
Agregando mais a polêmica, as letras das últimas quatro músicas do álbum foram escritas por Varg Vikernes, fundador do projeto de black metal Burzum, convicto de incêndio criminoso e assassinato do guitarrista Euronymous, da banda Mayhem. Varg escreveu as letras na prisão.
A música As Flittermice as Satans Spys contém uma mensagem escondida. Ao ser tocada ao contrário, é possível ouvir a frase "In the name of God, let the churches burn" (em nome de Deus, que as igrejas queimem, em tradução livre).

## Recepção e legado
| Críticas profissionais | Críticas profissionais |
| Avaliações da crítica  | Avaliações da crítica  |
| Fonte                  | Avaliação              |
| ---------------------- | ---------------------- |
| Allmusic               | [ 2 ]                  |

Transilvanian Hunger é frequentemente citado como um dos álbuns mais influentes do gênero. Matt Bacon, do Metal Injection, relata que o álbum é "essencial", e que "deveria estar na coleção de qualquer amante de black metal". Eduardo Rivadavia, do site de crítica Allmusic, deu uma nota de 4.5 de 5 ao álbum, e descreve que "as bases das guitarras rítmicas coruscadas por linhas melódicas, insistentes e hipnóticas possuem muita repressão claustrofóbica", concluindo que "apesar da crise envolvendo seu lançamento, o álbum consegue gozar de seu status cult merecidamente".
A revista Rolling Stone listou Transilvanian Hunger na posição 85º de 100 Melhores Álbuns de Metal de Todos os Tempos, comentando que "Fenriz constrói a atmosfera do álbum com riffs frios, quase clássicos, tocados com uma distorção difusa, em um tempo metódico e constante, fornecendo uma atmosfera hipnótica" e que "seu estilo lo-fi inspirou várias outras bandas do gênero".

## Faixas
As letras foram compostas por Fenriz (faixas 1–4) e Varg Vikernes (faixas 5–8). Nocturno Culto foi responsável pelos vocais. Toda a instrumentalização também foi feita por Fenriz.
| N.º            | Título                                                               | Duração |  |
| 1.             | "Transilvanian Hunger"                                               | 6:09    |  |
| 2.             | "Over fjell og gjennom torner" ("Over Mountains and Through Thorns") | 2:29    |  |
| 3.             | "Skald av Satans sol" ("Bard of Satan's Sun")                        | 4:28    |  |
| 4.             | "Slottet i det fjerne" ("Castle in the Distance")                    | 4:45    |  |
| 5.             | "Graven tåkeheimens saler" ("Halls of the Tomb of the Fog Kingdom")  | 4:59    |  |
| 6.             | "I en hall med flesk og mjød" ("In a Hall with Meat and Mead")       | 5:12    |  |
| 7.             | "As Flittermice as Satans Spys"                                      | 5:55    |  |
| 8.             | "En ås i dype skogen" ("A Hill in the Deep Forest")                  | 5:03    |  |
| Duração total: | Duração total:                                                       | 39:00   |  |